# Stenosticta coppensi
Stenosticta coppensi är en fjärilsart som beskrevs av François Louis Nompar de Caumont de Laporte 1977. Stenosticta coppensi ingår i släktet Stenosticta och familjen nattflyn. Inga underarter finns listade i Catalogue of Life.